# مندیم
مندیم (انگلیسی: Mendim) یک شهرک در شهرستان گافوریسکی استان باشقیرستان کشور روسیه است.